# بدر السماري
بدر السماري، كاتب سيناريو وروائي سعودي من مواليد 1974. صدر له روايتان وكتابان. وقام بكتابة سيناريو فيلم «ولد ملكاً» والذي أنتج في عام 2019.

## السيرة الأدبية
ولد بدر السماري في عام 1974 في مدينة الظهران التي تقع في شرق السعودية. عمل سكرتيرًا لنادي القصة في المنطقة الشرقية، وساهم في تأسيس موقع «جسد الثقافة» للمنتدى السردي. ويكتب السماري العديد من القصائد والقصص والقراءات النقدية التي ينشرها في مجلة «صوت الإمارات» ومنصة «تكوين». بدأت مسيرته الأدبية في عام 2011، حيث أصدر روايته الأولى بعنوان «ابن طرّاق»، والصادرة عن دار أثر. وهي رواية مشتركة مع الكاتب محمد السماري. وتعتبر هذه الرواية تجربة جديدة في الأدبي السعودي، إذ أن طريقة كتابة الرواية وأحداثها تختلف عن الطريقة الأدبية لكتابة الأعمال الروائية. وبعدها بعام، أصدر كتاب «ما سقط من أفواه الرواة»، أما كتابه الثالث «حديث الروائيين» أصدره في عام 2013، وهو عبارة عن مجموعة من كلمات وخُطب لكتّاب السرد التي اختارها السمّاري وقام بترجمتها. وفي العام نفسه، أصدر السماري روايته الثانية وهي رابع إصدار له «ارتياب» عن دار أثر.
قام السماري أيضًا بكتابة سيناريو فيلم «ولد ملكًا» والذي يحكي قصة زيارة الملك فيصل بن عبد العزيز لبريطانيا في عام 1919، حين كان يبلغ من العمر 13 عامًا. وجاءت فكرة عمل الفيلم عندما التقى السماري مع المنتج العالمي الإسباني أندريس غوميز في عام 2015، حيث أعرب غوميز للسماري عن رغبته في عمل فيلم سينمائي يحكي عن الملك فيصل بعدما ما قرأ كتابًا تاريخياً عن قصة حياة الملك فيصل وأُعجب به. وتم العمل على الفيلم لمدة لا تقل عن أربع سنوات، وأنتج في عام 2019.

## المؤلفات

### روايات
- ابن طرّاق، عمل مشترك مع الكاتب محمد السماري، دار أثر، 2011، وهي رواية يوجد بها العديد من الشخصيات والصراعات. كما أنها رواية تقدم نموذجا للرواية العائلية.[6]
- ارتياب، دار أثر، 2014، وهي رواية تحاكي الماضي ويمتد إلى الحاضر، في بعد إنساني واجتماعي تأثر بالنمو الفجائي ما بعد الطفرة النفطية.[7]

### كتب
- ما سقط من أفواه الرواة، دار أثر، 2012
- حديث الروائيين، دار أثر، 2013

### سيناريو
- ولد ملكًا، فيلم يحكي عن قصة زيارة الملك فيصل بن عبد العزيز لبريطانيا في عام 1919، 2019

## الفيلم السينمائي السعودي "وُلد ملكاً"
في أغسطس 2019، أوضح الكاتب بدر السماري، أن شخصية وكريزما الملك فيصل تحتاج إلى أكثر من فيلم، حيث ذكر بأن الفيلم تناول رحلة الملك فيصل إلى بريطانيا عام 1919، وبأن لافكرة بدأت عام 2015، عندما التقى المنتج أندرياس جوميز، وبعد أكثر من جلسة تم الاتفاق على أن رحلة الملك فيصل قبل مائة عام إلى لندن مناسبة للتجسيد في عمل سينمائي، كما الإتفاق مع المخرج الإسباني آجوستي فيلارونجا.

## وجوه الرواية
في 7 أكتوبر2020، نظمت هيئة الأدب والنشر والترجمة لقاء مع الروائي بدر السماري، بعنوان "وجوه الرواية".

## بناء الشخصية الروائية
في فبراير 2020، نظمت كلية اللغة العربية بالجامعة الإسلامية بالمدينة المنورة، لقاء ثقافي بعنوان "بناء الشخصية الروائية". حيث كان ضيف هذا اللقاء الروائي بدر السماري، وذكر بأنّ عناوين الأعمال الروائية مثل مدام بوفاري، السيدة دالوي، زوربا اليوناني، تتغنّى باسم أو صفة البطل قبل البدء بقراءة الرواية. كما ذكر بأنّ معظم هذه الأسماء خرجت من الحياة الخيالية على الورق إلى الحياة الحقيقية، حتى أصبح البعض يصف بعض الأشخاص بأسماء هذه المخلوقات الروائية.